# Малина Тимева
Малина Тимева е българска престъпничка, след Деветосептемврийския преврат отечественофронтовска деятелка и политически офицер.
Родена е в 1908 година в град Велес, тогава в Османската империя, днес в Република Северна Македония. Родителите ѝ се преселват в Свободна България.
На 17 срещу 18 май 1930 година Малина Тимева, подпомогната от майка си Стойна, убива жестоко Ангелина (Гела) Лулчева, дъщеря на генерал Станчо Радойков и съпруга на Любомир Лулчев. Малина е ученичка по пиано на Лулчева, а целта на убийството е да прикрие извършената по-рано от нея кражба на семейните бижута на Лулчева. Двете убийци са разкрити и в хода на следствието признават всичко. Убийството е разтърсило България и интересът към процеса е огромен. На 2 юли получават смъртна присъда за предумишлено убийство, заменена с доживотна поради амнистия по повод на сватбата на цар Борис III.
В затвора Малина Тимева става близка с Цола Драгойчева, която дори свидетелства на втора инстанция по делото. Става „нов човек“, близка е с комунистите, същевременно е и таен агент на полицията. След Деветосептемврийския преврат е освободена от русенския затвор, където е тогава, и се завръща в София като деец на Отечествения фронт. Става политически офицер, стига до чин майор. На базата на нейни показания са скалъпени много от делата по т.нар. „военни прицеси“. Известна е като агент Елена. Вербувана е и от руската резидентура в София, от която получава задачи до 1947 година. По-късно известно време работи в Балкантурист, където я начитат с огромни суми.